# Putte i parken
Putte i Parken eller PIP är en årlig svensk musikfestival med kända artister för alla åldrar. 

## Historik
Putte i Parken arrangerades första gången 2008 i Karlskoga men flyttade till Karlstad 2012 och har sedan dess hållits årligen i juli. 2014 blev PIP en gratisfestival.. 2020-2021 blev festivalen inställd på grund av Covid-19-pandemin. 2022 hölls festivalen återigen i Karlstad och även i Luleå.  
Festivalen riktar inte in sig på någon speciell genre utan satsar istället på ett blandat utbud av artister. Artister som Håkan Hellström, Kent, Scooter, La Roux, Danko Jones och Paramore har tidigare spelat på festivalen.
Efter att ha haft problem med våldtäkter och sexuella ofredanden beslutade man 2018 att inte boka in några EDM-artister vilket minskade antalet våldtäkter och sexuella ofredanden med 90%.

## Festivalens tillväxt
2008 var festivalen tre dagar lång med start torsdag. Sedan 2009 och fram till 2013 utökade man festivaldagarna till fyra dagar, och festivalen hölls då mellan onsdag och lördag. 
Även antalet scener har förändrats under åren. De två första åren var det tre scener, men 2010 utökade man till fem scener. 2011 skedde ytterligare en utökning av antalet scener då man även lade till en klubb/dansscen belägen 200 meter från området. 2011 bytte man även namn på Stora IP, Lilla IP och Cirkus till Stage of joy, Baby joy samt Pipadilly. Dessa namn bestämdes via en tävling.
Vid flytten till Karlstad 2012 presenterade festivalen ett klubbprogram. Detta innebar ett samarbetade med lokala klubbar och arrangörer, vilket tillförde ett brett artistutbud som kunde upplevas på platser runt om i staden.
År 2014 genomgick festivalen stora förändringar. Bland annat gick arrangören ut med att Putte i Parken kommer att vara gratis för alla, då man inte lyckats tillföra de artister man önskat. I stället bestämde man sig för att bjuda på festivalen med ett 30-tal akter från olika genrer. Till skillnad från tidigare år bestämde man sig också för att festivalen skulle vara tre dagar i stället för fyra, och två scener togs bort. 

## Boende
Putte i Parken erbjuder sedan 2014 inget eget campingområde. Under tidigare år bodde en stor del av de personer som besökte festivalen på campingen som ställdes i ordning i närheten, men på grund av ett minskat intresse (då festivalen blivit lite mer av en stadsfestival) tog Putte i Parken i beslutet om att själva inte anordna camping.